# مغاره، گدابیگ
مغاره، گدابیگ (به ترکی آذربایجانی: Mağara) یک منطقهٔ مسکونی در جمهوری آذربایجان است که در شهرستان گدابیگ واقع شده‌است.